# El Reloj (banda)
El Reloj es una banda de hard rock y rock progresivo argentina formada en 1970 en la localidad de Lomas del Mirador, partido de La Matanza, provincia de Buenos Aires. Es considerado como uno de los primeros grupos de hard rock en Latinoamérica y también pioneros del Metal Pesado argentino.

## Historia

### 1970 - Los comienzos
Enormemente influenciada por la banda británica de Hard Rock Deep Purple, comenzó a principios de la década de los 70; cuando el bajista y cantante Eduardo Frezza y el guitarrista Fernando "Willy" Gardi; deciden buscar músicos para armar una banda. Ellos se encontraban tocando juntos en una banda llamada Lágrimas, que estaba formada por Omar Timpanaro en teclados, Osvaldo Fernández en la batería y un guitarrista del grupo originario de Rosario, llamado Los Ángeles Salvajes, en el grupo tocaba el bajo Eduardo Frezza; y Osvaldo "Bocón" Frascino en guitarra —quien posteriormente sería bajista de Pescado Rabioso(1971)— que había reemplazado al guitarrista del grupo, cuando este decidió volverse a Rosario.
Al tiempo de estar tocando, "Bocón" Frascino es convocado para formar Engranaje,  y le pidió a "Willy" Gardi que fuera en su lugar (ellos tocaban juntos en una banda llamada Kiild Lawyers) y tras retirarse "Bocón", "Willy" se quedaría tocando en su lugar.
Posteriormente el resto de la banda debe presentarse para realizar el Servicio Militar y en ese momento, comienza a formarse El Reloj, con la incorporación de Juan "Locomotora" Espósito en batería, quien fue uno de los primeros en usar doble bombo en Argentina; y Luis Valenti en teclados, ambos venían ya tocando juntos desde 1968 en una banda de estilo música beat llamada Formación 2000.
En el año 1970, ya con el nombre El Reloj, (la banda toma ese nombre, debido a lo sincronizado que salían los temas al tocarlos) se suma Horacio "Tucata" Suárez (actualmente reconocido Luthier) en guitarra rítmica.

### Primeras presentaciones (1971-1972)
La banda debuta en el Cine Monumental en 1971, colmando su capacidad con 1100 personas y dejando gente afuera. Poco a poco, comienzan a dar recitales y a hacerse conocidos principalmente en el Oeste; tras un corto tiempo y por diferencias con el grupo Horacio "Tucata" Suárez, es reemplazado por Gregorio "Goyo" Felipes. 
Continúan las presentaciones y un día antes de un recital importante en el Teatro Olimpia fallece Goyo, que es atropellado por un oficial de policía fuera de servicio y alcoholizado que huye del lugar, la banda se presenta ante 1.500 personas rindiéndole un homenaje a su amigo. Tras un parate se incorpora Osvaldo Blanco en guitarra y se presentan en el Teatro Astral y en varios lugares más con gran convocatoria.
Al tiempo, tras la partida de Osvaldo Blanco, se incorpora Osvaldo Zabala, que tocaba en una banda llamada Perro Salado, como segunda guitarra de forma definitiva, presentándose en el Teatro Coliseo, Teatro Regio, en boliches y en cines, llenándolos sin material editado y sin publicidad; simplemente por el boca en boca, logrando un sonido fuerte, potente y distorsionado, realizando entre 4 o 5 shows por noche; como el show en el boliche Los Indios de Moreno, que tocaron ante 3000 personas a las 8:00 de la mañana. 

### Época dorada (1973 - 1976)
La popularidad del grupo, produjo el interés de las compañías discográficas, y es el productor Leo Rivas quien los convence y lleva a RCA Víctor, que los reciben sin comprender bien el sonido que buscaba la banda. También fueron tentados por Jorge Álvarez y su sello Talent-Microfón pero no accedieron porque pretendía crearles un "look oscuro y de camperas negras", pero lo importante para El Reloj era la música.
En 1973 con la formación Gardi-Blanco-Frezza-Valenti-Espósito, la banda graba su primer simple «El mandato/ Vuelve el día a reinar» temas de Gardi y Frezza, respectivamente, que vendió 30.000 copias, y se presentan por primera vez en televisión en Canal 7.
En 1974 con la formación Gardi-Zabala-Frezza-Valenti-Espósito, sale su segundo simple «Alguien más en quien confiar/ Blues del atardecer» temas de Gardi y Gardi-Frezza, respectivamente.  La agrupación alcanza su pico máximo vendiendo alrededor de 100.000 copias. En sus recitales usaban sonido cuadrafónico de Teddy Goldman de 1000 watts, 250 watts por canal.
En el año 1975 se edita El Reloj, el primer long play de la banda, con temas como «El Viejo Serafín», «Alguien más en quien confiar», tema que le había escrito "Willy" Gardi a Luis tras una serie de desencuentros; «Hijos del Sol y la Tierra», cuya letra la había escrito la madre de "Willy", Mary Gardi, y "Willy" se la había pedido para la banda.  
El disco sale con una tapa sustituta de último momento, ya que la idea original era de poner el cuadro La persistencia de la memoria de Salvador Dalí, pero como no daba con el tiempo y el presupuesto para los permisos, RCA le pidió al grupo que presente una tapa alternativa y Juan "Locomotora" Espósito, realizó un dibujo de la noche a la mañana que posteriormente sería modificado por la compañía, comprimiéndolo en un recuadro chico y poniéndole las letras, como finalmente fue editado.El sonido del disco fue muy criticado por sus seguidores, que esperaban un sonido mucho más distorsionado y duro como en sus presentaciones en vivo, pero también fue criticado por los propios integrantes del grupo, al no contar con instrumentos y equipos de calidad a la hora de grabar y técnicos que supieran estar a la altura de las pretensiones de la banda. 
En 1976, se edita el simple «El hombre y el perro/ Camino al estucofen»; Omar Díaz se incorpora en guitarra por un breve periodo y posteriormente se edita su segundo disco El Reloj II, con una notoria mejor calidad de sonido y con la participación de Carlos Mira en guitarra, siendo este un trabajo más sinfónico, lo cual incrementa la popularidad de la banda. Reflejo de esto fueron en octubre los dos Estadio Luna Park llenos y las extensas giras por el interior del país durante todo ese año, lo cual produjo tensiones y diferencias que los lleva a separarse a principios de 1977.
Eduardo Frezza recibe la invitación de Pappo para sumarse como cantante a Aeroblus, pero después de unos ensayos desiste. Willy Gardi luego de un viaje por Europa, en 1978 forma el grupo de jazz-rock Expreso Zambomba (que no es el grupo de Horacio Fontova) junto a Daniel Colombres, Omar Díaz y Jorge Ruggero, sin llegar a grabar. En 1980 Valenti y Espósito se unirían a Pappo y a Eduardo Beaudoux (Fanta) en bajo para una versión novedosa de Pappo´s Blues, presentámdose en el Festival Parquerama realizado ese año.

### 1983 - El Reloj de Willy Gardi
En 1983, Gardi decidió reflotar el nombre El Reloj para editar un nuevo trabajo, La esencia es la misma, con una nueva formación: Petty Guelache en voz, Daniel Telis en guitarras, Cristian Hubert en teclados, Daniel Carli en bajo y Norberto Di Bella en batería. Lamentablemente el nuevo Reloj pasó desapercibido.

### 1989
En ese año intentaron nuevamente reflotar la banda, con Valenti, Espósito, Alberto Ceriotti en bajo, Gustavo Mirande en voz y Claudio Marciello en guitarra, pero pese a varias presentaciones en discotecas como Halley, no lograron mayor trascendencia, por lo que se disolvieron al poco tiempo.

### Reunión de la formación clásica y posterior muerte de Willy Gardi
En 1993, tras un encuentro casual entre Carlos Mira y Eduardo Frezza, quien posteriormente va a buscar a "Willy" Gardi, se reúne la banda con la formación clásica grabando el disco Santos y verdugos, grabado en los estudios Del Cielito Records entre los meses de febrero y marzo de 1994, con temas nuevos, temas inéditos como «La balada del potrero», «Tu mente busca» y algunos clásicos reversionados como «El Mandato», «Alguien más en quien confiar» y «Blues del Atardecer»; pero el disco no tuvo el apoyo ni la difusión por parte de la compañía discográfica.
La banda se presenta por primera vez en su vuelta el 25 de junio de 1994, con una gran convocatoria en el Teatro Arpegios de San Telmo, también se presentan en El Viejo Correo, en Quilmes, en la Expo Music Sound BA Loft Center, en Cemento junto a Logos, en Arlequines, y en varios lugares del gran Buenos Aires con gran respuesta del público, ese mismo año graban un sencillo para la Rock & Pop y se presentan en televisión en el programa Ruta Rock en TVA, también se encuentra una cinta en súper 8 de la primera época y se realiza un videoclip de «Alguien más en quien confiar». En el año 1995, por problemas de contexto artístico y diferencias entre los integrantes originales Eduardo Frezza decide alejarse pero la banda continúa hasta que el 11 de agosto de 1995 "Willy" Gardi, su principal compositor y guitarrista, fallece en un accidente de tránsito.
En 1996 se editan los simples y los discos en formato CD; Cronología 1 y Cronología 2 por la compañía BMG, y a través de un sello de Brasil —Record Runner— se editan en Brasil, Japón, Italia y otros países de Europa. También se incluyen dos canciones en la Colección Rock Nacional de la revista Noticias.

### Periodo 1999 - 2004
En 1999, con el ingreso de Carlos Alberto D'Amici y Eduardo "Mango" Araujo, ambos como representantes, la banda continúa con Juan Espósito, Luis Valenti y Osvaldo Zabala como único guitarrista y graban el disco Hombre de hoy, con Jorge "Vikingo" Martínez en la voz y Jorge Gómez en el bajo, haciendo numerosos shows, incluyendo el Showcenter de Haedo, en el cual colmaron su capacidad.
Bajo la intervención de sus dos nuevos representantes, en el año 2002 graban Mercado de almas con Gustavo Cipriano en la voz y Rodolfo "Polaco" Riedel en el bajo. Con la misma formación graban en mayo de 2003 el disco doble en vivo En Concierto, material recién editado en 2011.

### Muerte de Luis Valenti
El 26 de agosto de 2004 el tecladista fallece a los 53 años a raíz de una crisis cardiorrespiratoria. A raíz de este suceso; el grupo se separa tratando del volver en 2006, pero no logra mantenerse unido.

### Período 2009 - 2016
En el año 2009 vuelven al ruedo nuevamente. Junto a los originales Espósito y Zabala, llegan Oscar Pérez Lozano en bajo, Pablo Marciello en teclados y Jorge "Vikingo" Martínez en voz, reemplazado en 2011 por Gustavo Cipriano.
En octubre de 2009 BMG reedita el primer álbum, con 6 bonus tracks, sonido remasterizado, una nota a Juan Espósito y el arte de tapa original, bajo la dirección de Alfredo Rosso.
En abril de 2012, Pablo Marciello se aleja amistosamente de El Reloj por motivos personales. El 17 de mayo del mismo año, fallece Rodolfo "Polaco" Riedel.
En septiembre de 2012 "Willy" Gardi fue posicionado en el puesto número 41, de Los cien mejores guitarristas del rock argentino según Rolling Stone.

### Muerte de Juan Esposito
El 30 de mayo de 2016 fallece el miembro fundador y baterista Juan "Locomotora" Esposito.

### 2016 - Reencuentro de Osvaldo Zabala y Eduardo Frezza
Luego de 20 años, se encuentran los miembros supervivientes de la formación clásica, y tras algunas charlas y zapadas, deciden volver a juntarse para evocar y reivindicar los discos 1 y 2 de la banda junto a Richard Arena en teclados (quien ya había pasado por la banda en los años 90 y venía de tocar con Frezza en su proyecto solista llamado Cronología), y a Junnior Sic Faraón, en la batería.
Así, bajo el nombre de Zabala/Frezza El Reloj, hicieron en 2017 una serie de presentaciones en teatros de la Ciudad de Buenos Aires y Avellaneda, de lo que quedaron registros grabados en vivo con lo que en 2018 publican En vivo a través del sello Fonocal. 
Al tiempo deja la banda el baterista Junior Sic Faraón y en su reemplazo ingresa el hijo del Osvaldo Zabala, Maximiliano. Más tarde también se incorpora Alan Left en guitarra.
Las presentaciones se suceden y en 2022 publican los videoclips de una versión acústica del tema "No venimos solos", que originalmente pertenece al disco Santos y verdugos de 1994, y un nuevo tema llamado "América siente". La producción corrió por cuenta de Carlos Festenese, Osvaldo Zabala, Eduardo Frezza y Litte Graziano, y la realización y cámaras por Matías Lojo. 
A mediados de 2024 se producen las llegadas de José Sanmartino en lugar de Richard Arena y de Alex Filierin en lugar de Alan Left. 
La banda sigue activa y recorriendo el país, además de preparar nuevos temas para un próximo disco.

## Miembros

### Formación clásica
- Willy Gardi: Guitarra, violín y voz (fallecido)
- Osvaldo Zabala: Guitarra
- Eduardo Frezza: Bajo y voz líder
- Luis Valenti: Teclados y voz (fallecido)
- Juan "Locomotora" Espósito: Batería (fallecido)

### Miembros actuales
EL RELOJ Zabala & Frezza
- Osvaldo Zabala: Guitarra líder
- Eduardo Frezza: Voz y bajo
- José Sammartino: Teclados y coros
- Alexis Fillerín: Guitarra
- Maximiliano Zabala: Batería

### Miembros anteriores
Luis Valenti: Teclados (fallecido) 
- Osvaldo Frascino: Guitarra (fallecido)
- Osvaldo Blanco: Guitarra
- Carlos Mira: Guitarra
- Daniel Telis: Guitarra (fallecido)
- Claudio Marciello: Guitarra
- Horacio "Tucata" Suárez: Guitarra
- Gregorio "Goyo" Felipes: Guitarra
- Omar Díaz: Guitarra
- Niko Takara: Guitarra (fallecido)
- Petty Guelache: Voz
- Gustavo Mirande: Voz (fallecido)
- Jorge "Vikingo" Martínez: Voz
- Roberto Fraticelli: voz
- Daniel Carli: Bajo
- Beto Ceriotti: Bajo
- Jorge Gómez: Bajo
- Rodolfo "Polaco" Riedel: Bajo (fallecido)
- Mariano Piñeiro: Teclados
- Cristian Hubert: Teclados
- Pablo Marciello: Teclados
- Richard Arena: Teclados
- Norberto Di Bella: Batería
- Gustavo Cipriano: Voz
- Junnior Sic Faraón: Batería
- Alan Left: Guitarra
- Oscar Pérez Lozano: Bajo

### Sencillos
- "El mandato" / "Vuelve el día a reinar" (1973)
- "Alguien más en quien confiar" / "Blues del atardecer" (1974)
- "El hombre y el perro" / "Camino al estucofen" (1976)

### Álbumes
- El Reloj (1975)
- El Reloj II (1976)
- La esencia es la misma (1983)
- Santos y verdugos (1994)
- Hombre de hoy (1999)
- Mercado de almas (2002)
- En concierto (2011)
- En vivo (2018)

### Videoclips
- No venimos solos - Versión acústica (2022)
- América siente (2022)

## Discografia y Filmografía
| Año  | Título                       | Director                       | Género     | Sinopsis                                      | Duración | Referencias   |
| ---- | ---------------------------- | ------------------------------ | ---------- | --------------------------------------------- | -------- | ------------- |
| 2018 | Alguien Más En Quien Confiar | Matías Lojo y Gabriel Patrono. | Documental | Historia de la agrupación argentina El Reloj. | 1h 25m   | [ 19 ] [ 20 ] |